# Mariano Belmás Estrada
Mariano Belmás Estrada  (Madrid, 17 de enero de 1850-Collado Villalba, 21 de agosto de 1916) fue un arquitecto español.

## Biografía
Obtuvo el título en Madrid en el año 1873. Conocido por haber sido el director de la Gaceta de Obras Públicas, fue colaborador de Arturo Soria y constructor de algunos de los edificios de Ciudad Lineal en Madrid. Fue introductor de la idea de construcción barata (o construcción económica) en la arquitectura madrileña de finales de siglo XIX. Desde 1881 será el presidente de la Sociedad Española de Higiene.

En 1881 propone una serie de construcciones económicas aisladas o adosadas para realizarse en Asturias y Galiciaen tapiales de puzolana, y con unas condiciones económicas, higienistas y de confort que no ofrecían a los obreros los alquileres de la época. 

En 1885 propondrá otro modelo adaptado a Málaga

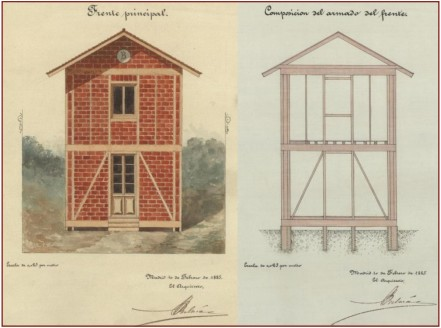

En Granada tras el terremoto de 1884 que destruye Arenas del Rey, se reconstruye la población siguiendo su proyecto 

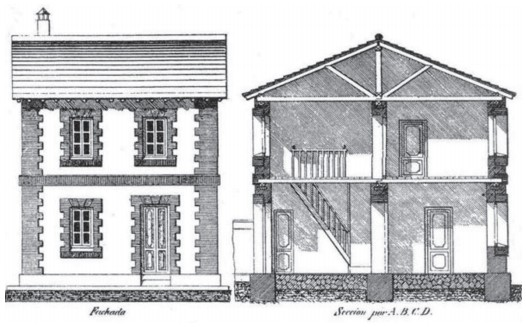
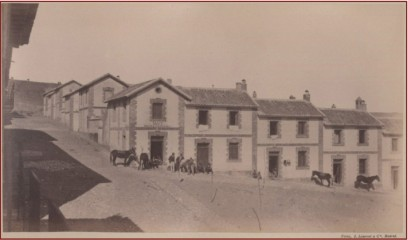

Proponiendo 1888 un sistema de viviendas adosadas que tuvo influencias posteriores. Estuvo vinculado a las visiones higienistas e industriales de la arquitectura de comienzos del siglo XX. Su aporte en la construcción de la Gran Vía fue patente. Así como en la construcción de colonias como Madrid Moderno.
Fue senador del Reino por Lugo, así como miembro de la Real Academia de Bellas Artes de San Fernando, caballero de la Orden de Isabel la Católica y de la Corona de Prusia.  Fallecido a finales de agosto de 1916 en Collado Villalba, fue enterrado en la sacramental de San Justo.